# إدوارد هارتمان (لاعب هوكي الجليد)
إدوارد هارتمان (بالسلوفاكية: Eduard Hartmann)‏ هو لاعب هوكي الجليد سلوفاكي، ولد في 5 يونيو 1965 في سكاليتسا في سلوفاكيا.

## وصلات خارجية
- إدوارد هارتمان على موقع EliteProspects.com (الإنجليزية)
- إدوارد هارتمان على موقع Eurohockey.com (الإنجليزية)
- إدوارد هارتمان على موقع HockeyDB.com (الإنجليزية)
- إدوارد هارتمان على موقع أوليمبيديا (الإنجليزية)